# (308242) 2005 GO21
2005 جي أو 21 (ويعرف أيضًا باسم (308242) 2005 جي أو 21 وفق تسمية الكوكب الصغير) (بالإنجليزية: 2005 GO21)‏ هو كويكب ضمن حزام الكويكبات؛ وترتيبه 308242 من حيث الاكتشاف.
اكتُشف هذا الجُرم الفلكي بواسطة Siding Spring Survey ‏ في 1 أبريل 2005.

## وصلات خارجية
- (308242) 2005 GO21 في قاعدة بيانات مختبر الدفع النفاث لأجرام النظام الشمسي الصغيرة

- الاكتشاف · مخطط المدار ·  العناصر المدارية · المعلمات المادية

- (308242) 2005 GO21 على موقع ويكي سكاي: DSS2, SDSS, GALEX, IRAS, Hydrogen α, X-Ray, Astrophoto, Sky Map, Articles and images